# کلیسای کاتولیک لیختن‌اشتاین

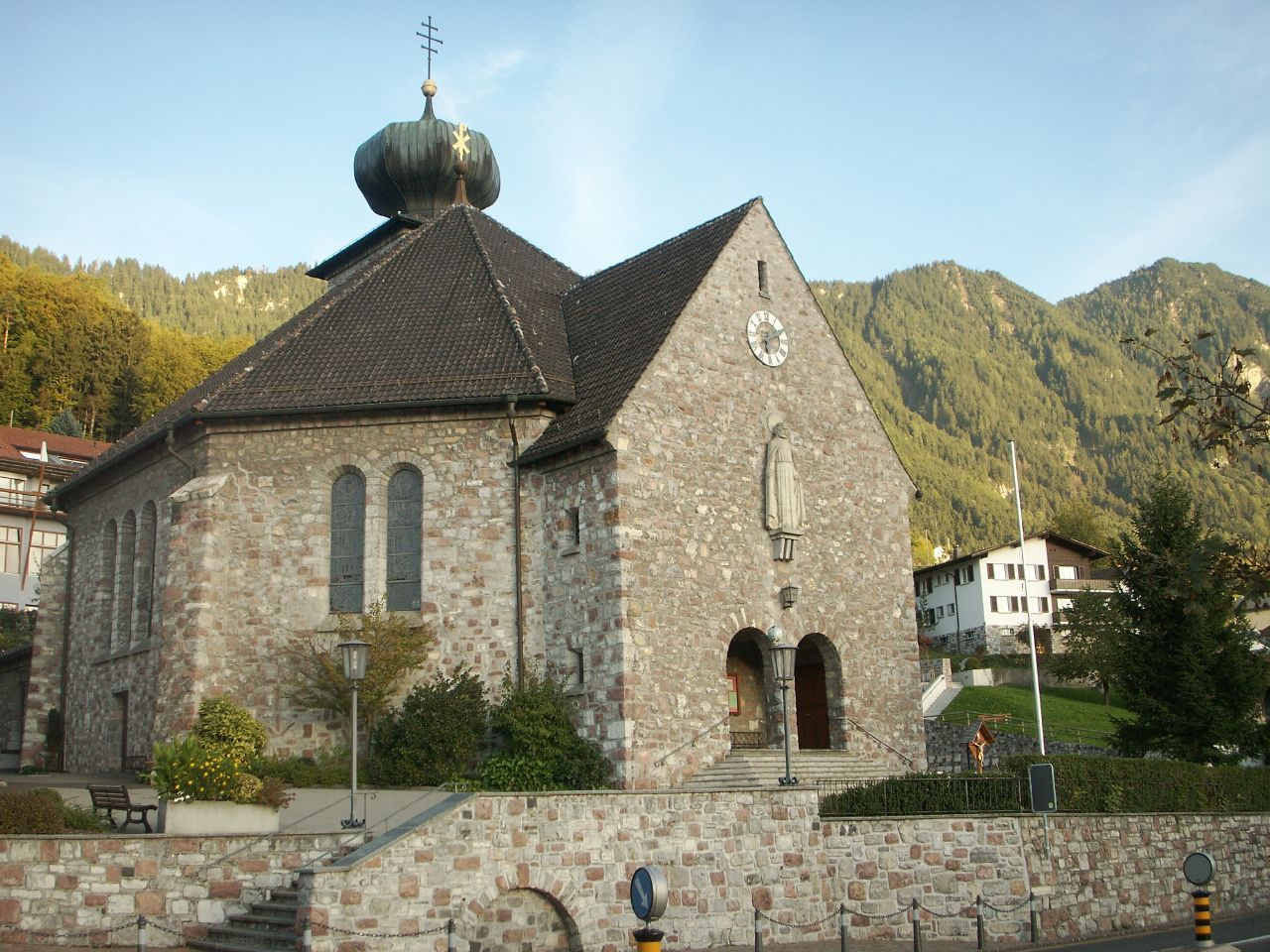
کلیسای سن ژوزف تریزنبرگ

کلیسای کاتولیک رومی در لیختن اشتاین بخشی از کلیساهای کاتولیک در سراسر جهان تحت رهبری معنوی پاپ در رم است.

## همچنین نگاه کنید
- دین در لیختن‌اشتاین